# Cuphea rubrovirens
Cuphea rubrovirens é uma espécie endêmica do cerrado do estado de Minas Gerais.
São conhecidas apenas duas populações, ameaçadas pelo pastoreio excessivo.